# Creuse, Somme
Creuse là một xã ở tỉnh Somme, vùng Hauts-de-France, Pháp.

## Địa lý
Thị trấn này tọa lạc trên đường D162, khoảng 7 dặm Anh về phía tây nam của Amiens.

## Địa điểm nổi bật

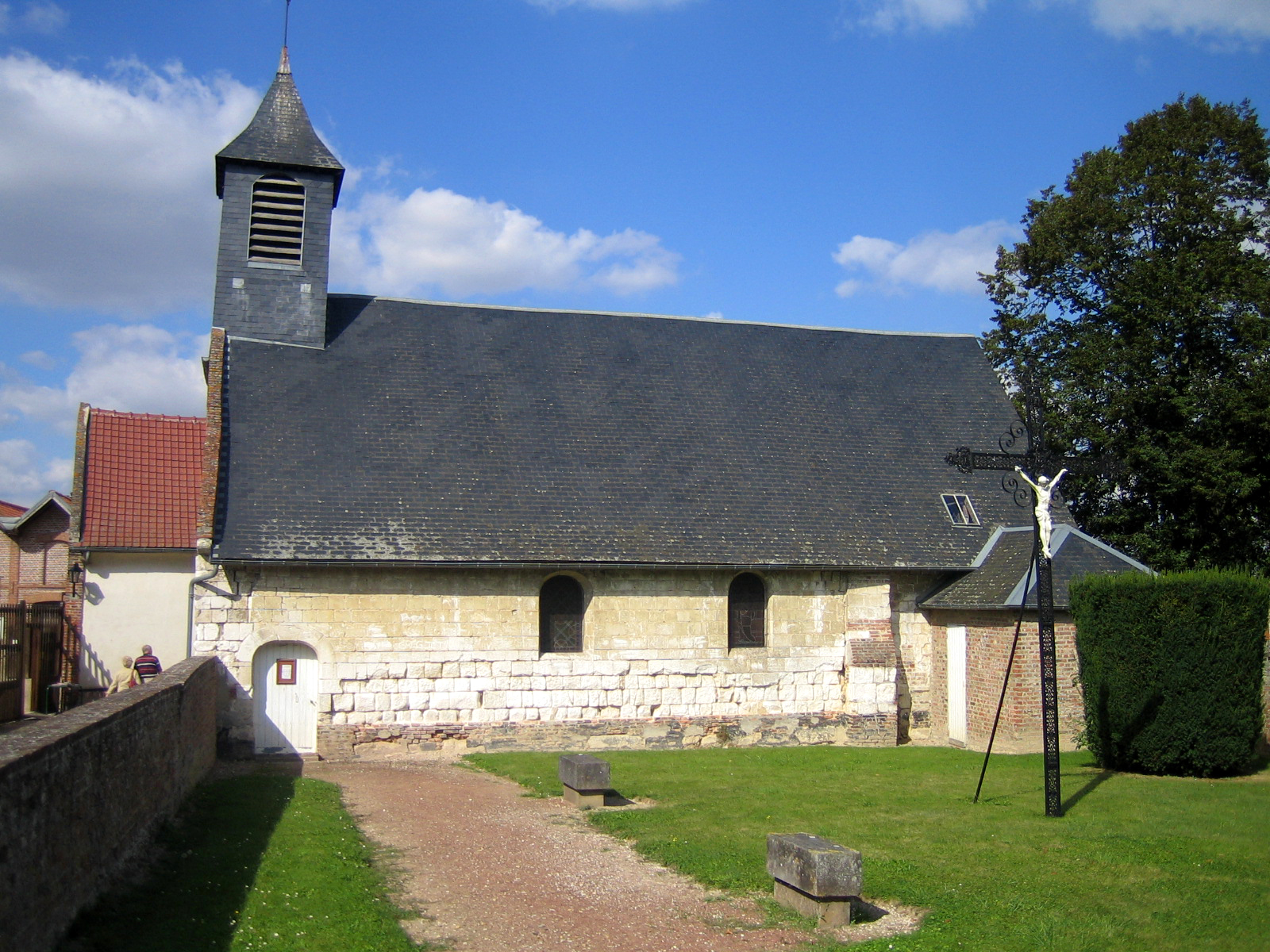
Nhà thờ tại Creuse, Somme

## Dân số
| 1962                                                           | 1968 | 1975 | 1982 | 1990 | 1999 |
| -------------------------------------------------------------- | ---- | ---- | ---- | ---- | ---- |
| 46                                                             | 51   | 61   | 132  | 210  | 193  |
| Số liệu điều tra dân số từ năm 1962, dân số không tính hai lần |      |      |      |      |      |